# Tonino Griffero
Tonino Griffero (Asti, 1958) è un filosofo italiano, professore ordinario di estetica presso l'Università di Roma "Tor Vergata".

## Biografia
Ha studiato presso l'Università di Torino, dove si è laureato in filosofia sotto la guida di Gianni Vattimo nel 1982 con una tesi sull'ermeneutica di E. D. Hirsch. 
Insegnante nelle scuole medie inferiori dal 1984 al 1987 e superiori dal 1987 al 1994, ha conseguito il dottorato presso l'Università di Bologna nel 1992 e condotto una ricerca post-dottorato ad Heidelberg come Humboldt-Fellow (1998-1999). È stato ricercatore presso l'Università di Vercelli (1994-1999), poi dal 1999 professore associato di estetica presso l'Università di Roma "Tor Vergata" e dal 2002 ivi professore ordinario. È direttore di "Sensibilia. Colloquium on Perception and Experience" e del Master in "Comunicazione estetica e museale" (IAD-Università di Roma "Tor Vergata), delle collane editoriali "Oltre lo sguardo. Itinerari di Filosofia" (Armando Editore, Roma, 2007-2012), "Percezioni. Estetica & Fenomenologia" (Christian Marinotti, Milano, dal 2010), "Sensibilia" (Mimesis, Milano dal 2007), della rivista "Lebenswelt. Aesthetics and Philosophy of Experience" , del blog "Atmospheric Spaces" (https://atmosphericspaces.wordpress.com/) e della collana "Atmospheric Spaces" (Mimesis International).
Durante la formazione, si dedica inizialmente allo studio di alcune figure e problemi della storia dell'ermeneutica, in particolare ai lavori di Emilio Betti (Interpretare. La teoria di Emilio Betti e il suo contesto, Rosemberg & Sellier, Torino 1988) e di Eduard Spranger (Spirito e forme di vita. La filosofia della cultura di Eduard Spranger, Franco Angeli, Milano 1990).
Come dottorando (1988/1992), si dedica al rapporto tra arte e mito nel pensiero di Schelling, scrivendo poi Senso e immagine. Simbolo e mito nel primo Schelling (Guerini & Associati, Milano 1994), Cosmo Arte Natura. Itinerari schellinghiani (Cuem, Milano 1995), nel quale si concentra sulle caratteristiche del primo real-idealismo di Schelling, e infine una ricostruzione dell'apporto dato da questo autore all'estetica filosofica, L'estetica di Schelling (Laterza, Roma-Bari 1996).
La nozione di "immaginazione transitiva", è invece affrontata nel libro Immagini Attive. Breve storia dell'immaginazione transitiva (Le Monnier, Firenze, 2003). Il libro ricostruisce la storia della "credenza" secondo cui una fantasia particolarmente forte sarebbe in grado di agire, cambiando o addirittura generando la realtà esterna.
Nel libro Oetinger e Schelling. Teosofia e realismo biblico alle origini dell'Idealismo tedesco (Nike, Segrate 2000) analizza l'influenza di Friedrich Christoph Oetinger e del Pietismo Speculativo settecentesco sullo sviluppo del pensiero di Schelling. Il tema della "corporeità spirituale", che è per Oetinger il "fine ultimo delle opere di Dio", è ciò a cui si rifà anche lo Schelling nel suo periodo intermedio (teosofico). L'ampia storia del concetto di Geistleiblichkeit è esposta nella monografia Il corpo spirituale. Ontologie "sottili" da Paolo di Tarso a Friedrich Christoph Oetinger (Mimesis, Milano 2006).
La ricerca sulla fenomenologia del corpo e della percezione e l'estetica delle atmosfere è affrontata nel libro Atmosferologia. Estetica degli spazi emozionali (Laterza, Roma, 2010), tr. inglese di S. De Sanctis, Atmospheres. Aesthetics of Emotional Spaces (Ashgate, Farnham 2014).
Nel libro Quasi-cose. La realtà dei sentimenti (Bruno Mondadori, Milano 2013) Griffero indica e analizza sulla scorta dei un'estetica neofenomenologica i sentimenti atmosferici, il dolore, la vergogna, lo sguardo, il crepuscolo, il corpo vissuto come quasi-cose, entità aggressive e decisive per la nostra esistenza senza essere riducibili al paradigma cosale tipico della tradizione occidentale
Il libro Il pensiero dei sensi. Atmosfere ed estetica patica (Guerini & Associati, Milano 2016) delinea, a partire dalla nozione estetico-neofenomenologica di “atmosfera”, i contorni di un'estetica orientata non allo gnosico ma al patico, che non tematizza oggetti speciali come le opere d'arte ma il modo in cui “ci si sente” quando ci si espone, soprattutto involontariamente, ai sentimenti presenti nell'ambiente circostante. 
Il tema è ulteriormente sviluppato, esteso a considerazioni sull'atmosfericità dell'educazione e della politica, sulla presenza e la soggettività reinterpretate in chiave neofenomenologica nel libro Places, Affordances, Atmospheres. A Pathic Aesthetics (Routledge, London-New York 2019) e in The Atmospheric 'We'. Moods and Collective Feelings (Mimesis International, Milan). La più recente ricerca riguarda il tema fenomenologico del corpo vissuto, a partire dalla distinzione tra Leib e Koerper: Being a Lived Body. From a Neo-phenomenological Point of View (Routledge, London-New York 2014).

## Libri
- Interpretare. La teoria di Emilio Betti e il suo contesto, prefazione di F. Moiso, Rosenberg & Sellier, Torino 1988, ISBN 88-7011-319-1;
- Spirito e forme di vita. La filosofia della cultura di Eduard Spranger, Franco Angeli, Milano 1990, ISBN 88-204-6387-3;
- Senso e immagine. Simbolo e mito nel primo Schelling, Guerini, Milano 1994, ISBN 88-8107-001-4;
- Cosmo Arte Natura. Itinerari schellinghiani, Cuem, Milano 1995;
- L'estetica di Schelling, Laterza, Roma-Bari 1996, ISBN 88-420-5033-4;
- Oetinger e Schelling. Teosofia e realismo biblico alle origini dell'idealismo tedesco, Nike, Segrate-Milano 2000, ISBN 88-87004-17-X;
- Immagini attive. Breve storia dell'immaginazione transitiva, Le Monnier, Firenze 2003, ISBN 88-00-86071-0;
- Il corpo spirituale. Ontologie “sottili” da Paolo di Tarso a Friedrich Christoph Oetinger, Mimesis, Milano 2006, ISBN 978-88-8483-413-3;
- Storia dell'estetica moderna, Edizioni Nuova Cultura, Roma 2008, ISBN 978-88-6134-163-0;
- Atmosferologia. Estetica degli spazi emozionali, Laterza, Rome-Bari 2010, ISBN 978-88-420-9392-3; 2 ed. riveduta e con nuova pref., Mimesis, Milano-Udine 2017, ISBN 978-88-5754-180-8.
- Quasi-cose. La realtà dei sentimenti, Bruno Mondadori, Rome 2013, ISBN 978-88-6159-769-3.
- Atmospheres. Aesthetics of emotional spaces, Ashgate, Farnham 2014, ISBN 978-1-4724-2172-2.
- Il pensiero dei sensi. Atmosfere ed estetica patica, Guerini & Associati, Milano 2016, ISBN 978-88-6250-599-4.
- Quasi-Things. The Paradigm of Atmospheres, Suny Press, New York 2017, ISBN 978-1-4384-6405-3.
- con G. Moretti (a cura di), Atmosphere/Atmospheres. Testing a new paradigm, Mimesis International, Milan 2018 ISBN 978-88-6977-123-1.
- Places, Affordances, Atmospheres. A Pathic Aesthetics, Routledge, London-New York 2019, ISBN 978-1-138-38937-3.
- con G. Francesetti (a cura di), Psychopathology and Atmospheres. Neither Inside nor Outside, Cambridge Scholar, Newcastle upon Tyne 2019 ISBN 978-1-5275-3285-4.
- con M. Tedeschini (a cura di), Atmosphere and Aesthetics. A Plural Perspective. Palgrave macmillan, Basingstoke 2019 ISBN 978-3-030-24941-0.
- The Atmospheric "We". Moods and Collective Feelings, Mimesis International, Milan 2021 ISBN 9788869773334.
- con G. Francesetti (a cura di), Psicopatologia e atmosfere. Prima del soggetto e del mondo. Fioriti Editore, Roma 2022 ISBN 9788836250394.
- Being a Lived Body. From a Neo-Phenomenological Point of View, Routledge, London-New York, ISBN 9781032404639